# Liste des lieux d'exposition historique ou naturaliste à Saint-Martin (Antilles françaises)
Cet article est une Liste des lieux d'expositions (archéologie, histoire coloniale, nature) sur la partie française de l’île de Saint-Martin, aux Antilles.

## Ouvert au public
- La ferme des papillon[1], à la grande saline d'Orient près de la Baie-Orientale, (Privé) : Beaux papillons du monde en semi-liberté dans un jardin tropical sous ombrière.

## Fermés au public
- Musée Sur la trace des Arawaks, à Marigot dans l'ancienne prison : Archéologie précoloniale, histoire coloniale, roches & minéraux, faune & flore
- Musée de la Plantation Mont Vernon, du Rhum, à Quartier-d'Orléans, (Privé)
- Musée du coquillage, à Concordia, (Privé).

## Abandonné
- Arboretum du morne Nettlé, à Sandy-Ground

## Projets
- Musée des salines, sur l'étang Chevrise près de Hope-Estate
- Aquarium tropical
- Musée de la Réserve Naturelle Marine, sur le remblaiement illicite en bordure de la passe Laméjo à Quartier-d'Orléans